# Forças Terrestres Reais da Jordânia
O Forças Terrestres Reais da Jordânia é o ramo terrestre das Forças Armadas da Jordânia. Foi criado em 1920, durante o Mandato Britânico da Transjordânia. Participou de combates contra Israel em 1948, 1956, 1967 e 1973. O Exército também lutou contra os sírios e a OLP durante o Setembro Negro, em 1970.